# يوي واتانابي
يوي واتانابي (باليابانية: 渡部優衣؛ بالكانا: わたなべ ゆい) هي مؤدية صوت ومغنية وتارينتو يابانية، ولدت في 4 ديسمبر 1988 في مينوه في اليابان.

## أدوارها في الأنمي

### مسلسلات أنمي تلفزيونية
- تيكيو - يوري أوشيموتو

## وصلات خارجية
- يوي واتانابي على موقع IMDb (الإنجليزية)
- يوي واتانابي على موقع ميوزك برينز (الإنجليزية)
- يوي واتانابي على موقع قاعدة بيانات الفيلم (الإنجليزية)